# Neomarksizam
Neomarksizam je naziv za teoretske pristupe kojima se od 1950.-ih do 1970.-ih godina nastojalo dopuniti i unaprijediti marksističku misao, povezivanjem s doprinosima iz drugih intelektualnih tradicija - od onih koje su razvijali frojdovski psihoanalitičari, do teorija koje su nakon Marxove smrti razvijali sociolozi, ekonomisti i drugi. Ta su nastojanja u prvom redu povezana s tzv. Frankfurtskom školom, tj. marksističkim misliocima koji su u vrijeme početka nacističke vladavine našli utočiše na univerzitetima u Sjedinjenim Američkim Državama, da bi vrhunac svjetskog ugleda i intelektualnog utjecaja taj neomarksistički krug dostigao nakon povratka u Njemačku 1960.-ih godina. 
Prema A. Aratu, o nastanku neomarksizma govorimo kada njemački marksistički filozofi Max Horkheimer i Theodor Adorno početkom 1940.-ih godina definitivno odbacuju sagledavanje sovjetske verzije socijalizma i u toj zemlji službene varijante marksističke misli kao jedine moguće i prihvatljive, te odustaju od među marksistima tog doba općeprihvaćenog sagledavanja nadmoći neumoljivih "prirodnih" (materijalnih) procesa nad voljnom aktivnošću ljudi i društva, fetišiziranja planiranja u vođenju društvom, te od davanja (pre)velikog značaja državnoj vlasti kao najpogodnijem instrumentu upravljanja napretkom društva. Međutim, primjećuje A. Arato, i njih dvojica, a i drugi autori Frankfurtske škole su izbjegli napisati djelo u kojem bi na cjelovit i otvoreni način iznijeli kritiku socijalizma kakav je realno postojao u zemljama Istočnog bloka - jedini izuzetak od tog neomarksističkog suzdržavanja da se otvoreno pozabave stvarnošću realnih socijalističkih društava (koja ih je tema, očito, i te kako interesirala) je knjiga Maxa Horkheimera Soviet Marxism: A Critical Analysis  iz 1958. godine.
Neomarksistički mislioci i nadalje smatraju kako je akumulacija kapitala jedino moguća putem iskorištavanja čovjeka nad čovjekom - bilo iskorištavanje potlačenih slojeva stanovništva, bilo iskorištavanja potlačenih dijelova svijeta. Oni sagledavaju da se kapital stečen ekonomskim izrabljivanjem ne investira u stvaranje novih vrijednosti, nego se zapravo troši na učvršćivanje dominatnog položaja eksploatatora - klase kapitalista i neokolonijalističkih zemalja današnjice; te su u vrijeme vrhunca Frankfurtske škole 1960.-ih godina dokazivali da se izrabljeni Trećeg svijeta nikad neće i ne može razviti u kapitalističkom svijetu, jer je za opstanak kapitalizma neophodno da ti narodi ostanu siromašni; te da čak i kapitalističke klase u zemljama Trećeg svijeta jedino služe tome da - uz zaradu za pripadnike tih kapitalističkih klasa u siromašnim zemljama - maksimiziraju izrabljivanje svojih zemalja, odakle se višak vrijednosti prenosi kapitalističkim klasama bogatih zemalja.
Vodeći neomarksistički autori su Erik Olin Wright, koji je povezao marsističku misao sa sociološkom misli Maxa Webera; filozofi i sociolozi Jürgen Habermas i Max Horkheimer; njemački muzikolog i sociolog Theodor Adorno; ekonomisti Ernest Mandel, Baran i Paul Sweezy koji su pisali u The Review of Radical Political Economy; te psiholozi Herbert Marcuse i Erich Fromm.
Neki neomarksisti su pokušali iz marksizma isključiti ateizam kao nužni element, razvijajući tzv. kršćanski komunizam.
S vremenom su doprinosi neomarksizma i za njim sljedećeg postmarksizma obuhvaćeni u pokret nove ljevice.

## Vanjske poveznice
- Neo-Marxism, overview, kod ScienceDirect